# نامان شاو
نامان شاو (انگلیسی: Naman Shaw؛ زادهٔ ) یک هنرپیشه اهل هند است.